# Инглис
Инглис, је један од значајних пољопривредних центара у области Паркланд у Западном делу покрајине Манитоба, Канада. Центар је познат и као „глави град Манитобе за производњу јечма” и најзначајнија област за производњу житарица и стоке. Окружен је  националним и покрајинским парковима, језером, реком Асинибојне и долином реке Шел (енгл. Shell River).
Центар Инглис је познат и по пет дрвених силоса за жито, изграђених од 1922—1941 године који, су због своје аутентичности као једини преостали силоси из прве половине 20. века, проглашени за Националну и историјску знаменитост Канаде. Ових пет последњи дрвени силоси у Канади, сачувано је захваљујући великим напорима групе ентузијаста и министарства културе покрајине Манитоба.

## Положај
Инглис се налази на граници између Манитобе и Саскачевана, 19 km северно од Расела, 33 km јужно од Роблина, 4 km источно од раскрснице аутопута 83 са аутопутом 366. Инглис, се налази у срцу области Паркланд окружен многим популарним парковима. Западно од села налази се Покрајински парк Есесипи и Преријско језеро, на истоку је   Национални парк Рајдинг маунтин , а на северу Покрајински парк Дак маунтин.